# SC-3000

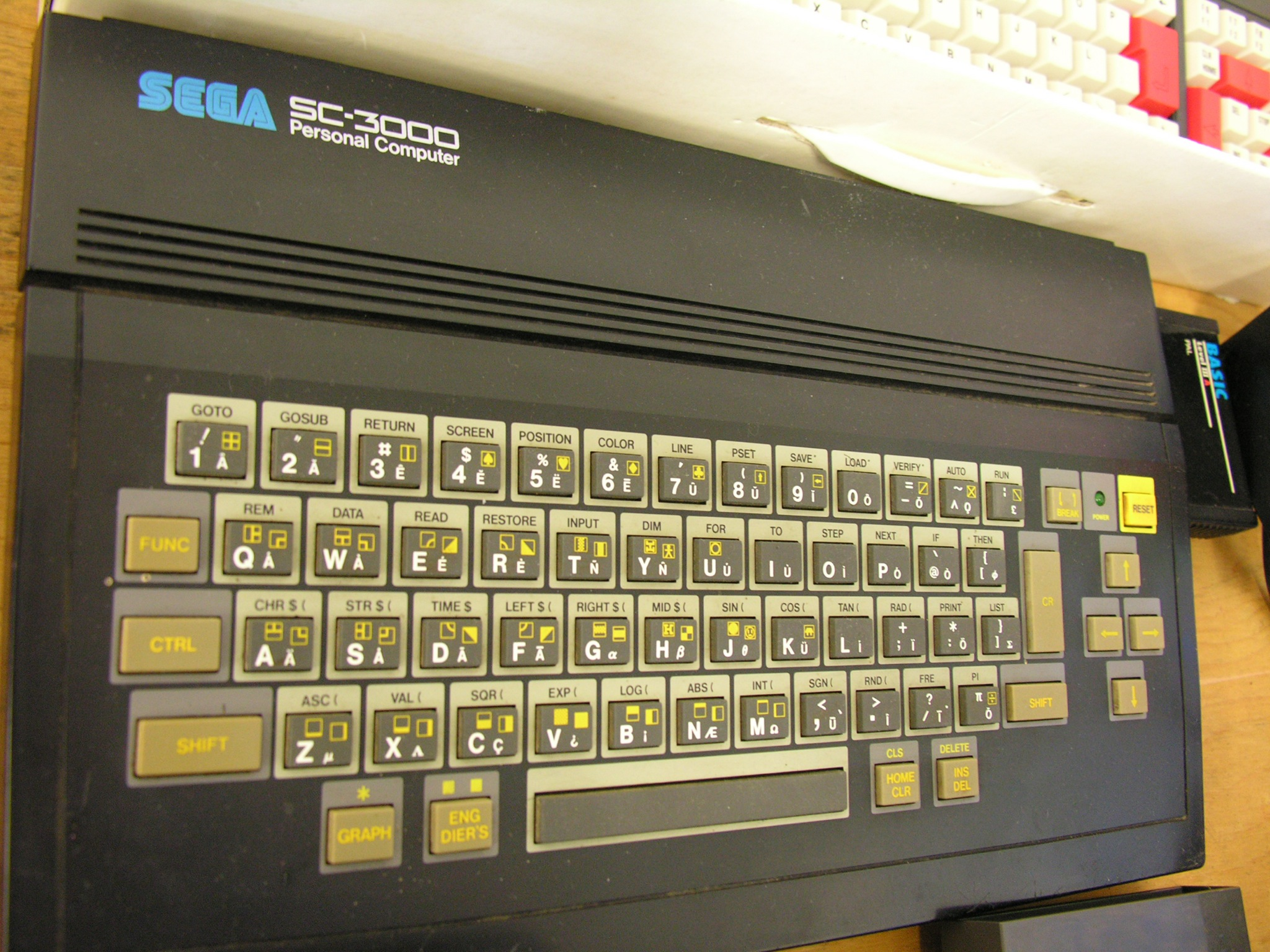
Een Sega SC-3000

De SC-3000 was de computervariant van de SG-1000, een door Sega vervaardigde op spelcartridges gebaseerde spelcomputer.
De SC-3000 werd in 1983 verkocht voor ¥29.800 en werd in de markt gezet als een voor beginners geschikte homecomputer. Aangezien de spellen zowel met de SC-3000 als SG-1000 compatibel waren en de SC-3000 tevens computertoepassingen kon uitvoeren werden hiervan meer exemplaren verkocht dan van de SG-1000.
Gebruikers konden hun eigen programma's en spellen creëren. Verder waren een module voor spraaksynthese, een lichtpen, en verscheidene, door externe fabrikanten ontwikkelde accessoires waren verkrijgbaar.
De SC-3000H, oorspronkelijk verkocht voor ¥33.800, was een verbeterde versie van dit systeem dat beschikte over meer RAM-geheugen en een verbeterd toetsenbord aangezien het originele toetsenbord van het low-end membraantype was.
Voor de SC-3000 was een uitbreidingsmodule verkrijgbaar, de SF-7000. De SF-7000 voegde 64KB RAM en 8KB ROM toe, een 3 inch diskettestation, een Centronics parallelle poort en een RS232 seriële poort.

## Specificaties
- Processor: NEC D780C (een Zilog Z80A-kloon met een kloksnelheid van 3,58 MHz)

- Geheugen: 32kB RAM (uitbreidbaar tot 80kB), 32kB ROM

- Weergave: Texas Instruments TMS9918
  - hoge resolutie: 256×192
  - tekst: 38 tekens op 24 regels
  - 5×7 character dot matrix
  - kleuren: 16
  - sprites: 32

- Geluid: 
  - 3 onafhankelijke geluidskanalen
  - Noise generator
  - bereik van 5 octaven

- Toetsenbord:  
  - 64 toetsen (QWERTY-indeling)
  - hoofd- en kleine letters
  - numerieke, grafische en speciale (lees)tekens
  - 48 single stroke commando's
  - aanraakgevoelige membraantoetsen

- Bewerken:  
  - volledige on-screen bewerking
  - 4 richtingen pijltjestoetsen
  - toetsen voor HOME, CLEAR, INSERT en DELETE

- Aansluitingen:  
  - sleuf voor Super Control Station of software op spelcartridges
  - RF-uitvoer voor televisie
  - composiet video voor monitorweergave
  - plotter- en/of printerpoort
  - datarecorder of cassettespelerpoort
  - 2 poorten voor joysticks, lichtpen of touch pad

- Afmetingen: 353 mm × 210 mm × 46 mm
- Gewicht: 1,1 kg

## Overeenkomsten met andere (spel)computersystemen
De SC-3000 beschikt over dezelfde processor en weergaveprocessor als de Sega SG-1000, MSX1, Spectravideo SV-318 en Coleco ColecoVision. Daarnaast heeft het dezelfde geluidschip (die ook gebruikt wordt in het Sega Master System), waardoor de mogelijkheden van deze systemen hardwarematig nagenoeg identiek zijn.
De enige uitzondering hierop zijn MSX-computers, deze gebruiken een andere geluidschip, de General Instrument AY-3-8910. Deze is vrijwel identiek aan de Texas Instruments SN76489A.
Hierdoor is het relatief eenvoudig gebleken om computerspellen te converteren tussen de vier verschillende systemen. Een emulator als blueMSX maakt van deze overeenkomsten gebruik en emuleert momenteel naast de MSX-standaard tevens de SG-1000, SC-3000, ColecoVision en Spectravideo SV-318. Momenteel wordt het Sega Master System nog niet ondersteund.